# John Lewis (filòsof)
|  | Aquest article tracta sobre el filòsof britànic. Vegeu-ne altres significats a «John Lewis». |

John Lewis (1 de febrer de 1889 - 12 de febrer de 1976) va ser un ministre unitarià i filòsof marxista britànic, autor de diverses obres sobre filosofia, antropologia i religió.
El pare de Lewis, un reeixit constructor i arquitecte, provenia d'una família de pagesos gal·lesos i era un metodista molt devot. Les opinions socials i polítiques del jove Lewis van xocar amb les del seu pare. Les seves picabaralles van provocar que el desheretés.

## Formació i opció religiosa
Lewis va assistir al Dulwich College i a la University College de Londres. Després d'haver estat metodista, aviat va abandonar l'església per convertir-se en congregacionalista. Va estudiar per al ministeri a Cambridge, i el 1916 va ser nomenat a una església presbiteriana a Gravesend, Kent. El 1924, es va traslladar a una església de Birmingham. Va obtenir el seu doctorat en filosofia per la Universitat de Birmingham, especialitzant-se en la filosofia de Karl Marx i convertint-se en marxista ell mateix.
Cap al 1929, les seves opcions polítiques esquerranes eren massa fortes per a l'església on es trobava i es va traslladar a Ipswich com a ministre unitari. Aquí, els seus sermons polítics d'esquerres van atreure molt de jovent, però va molestar un grup de membres més vells i conservadors. Les seves queixes van portar Lewis a oferir la seva dimissió, que va ser sotmesa a vot dels membres. En una reunió plena i carregada, va rebre el suport de la majoria dels membres de l'església.

## Activisme polític i social
Lewis va participar en activitats polítiques contra la guerra a partir del 1916. En una ocasió, va haver de ser rescatat d'una enutjada multitud. També es va implicar en la feina per donar suport als aturats, i va servir al consell local de la Trades Union. En una ocasió, per Nadal, va dirigir un grup d'aturats que van marxar a l'ajuntament, on l'alcalde celebrava el sopar formal de Nadal. Van entrar i es van asseure, exigint unir-se a la festa.
També va participar en el moviment Boy Scout, dirigint un grup scout i escrivint fulletons de formació. Va actuar com a guia de vacances a l'aire lliure. Sovint anava a Suïssa i participava a sortides al Matterhorn.
A les eleccions generals de 1935 es va presentar sense èxit com a candidat laborista a Great Yarmouth.

## Polític d'esquerres
La Revolució bolxevic va tenir un gran efecte sobre Lewis, i va estudiar rus. Es va convertir en socialista cristià i més tard en marxista.
L'any 1936 el Club del Llibre d'Esquerra, iniciat per l'editor Victor Gollancz, va ser molt popular. Lewis va deixar el seu ministeri a Ipswich per assumir la tasca de construir una xarxa nacional de grups de discussió. Els grups es van reunir en un moviment progressista de persones intel·ligents i alfabetitzades que no havien trobat l'acció política gratificant en els partits d'esquerres. Aviat hi va haver grups a tots els pobles. En efecte, el Club del Llibre d'Esquerres i els seus grups s'havien convertit en un partit quasi-polític.
També es va convertir en l'editor de la revista marxista britànica, Modern Quarterly, del 1946 al 1953. Es va interessar molt per l'escriptura polèmica i va escriure molts llibres i articles en una línia polèmica sobre temes de filosofia, qüestions socials i marxisme. En un intercanvi de polèmiques, va interpel·lar el filòsof estructuralista francès Louis Althusser. La part d'Althusser en el debat és l'article “Resposta a John Lewis”.
"Resposta a John Lewis" va aparèixer per primera vegada, traduït per Grahame Lock, en dos números de la revista teòrica i política del Partit Comunista de Gran Bretanya, Marxism Today, a l'octubre i novembre de 1972. Com el mateix Althusser va assenyalar: perquè, uns mesos abans (als seus números de gener i febrer de 1972), la mateixa revista havia publicat un llarg article crític de John Lewis sota el títol: "El Cas d'Althusser". Michel I. Makarius va posar de manifest el falsejament del text de Lewis que havia efectuat Althusser, canviant el termes del debat, per tal de defensar un pretès marxisme-leninisme esdevingut segons Makarius un simple estructuralisme teòric de caràcter positivista.

## Altres aspectes
Durant la Segona Guerra Mundial Lewis va ser professor a l'exèrcit britànic, treballant amb el Cos d'Educació de l'Exèrcit i al Army Bureau of Current Affairs i donant conferències sobre, entre altres coses, l'aliat de guerra dels britànics, la Unió Soviètica.
També va impartir classes en diverses escoles, incloent-hi una formació biològica al Morley College, un col·legi d'educació d'adults de Londres.